# Collettivo musicale
Il termine collettivo musicale è utilizzato per descrivere un gruppo musicale in cui le scelte creative sono perlopiù condivise. Il collettivo musicale si caratterizza per il fatto di non possedere la classica struttura gerarchica di un gruppo musicale, nella quale in genere vi è una figura prominente, quella del frontman (ad esempio Freddie Mercury nei Queen o Giuliano Sangiorgi nei Negramaro), oppure in cui vi sono alcuni elementi che lottano per il controllo del progetto artistico (ad esempio John Lennon e Paul McCartney nei Beatles).
La formazione di un collettivo musicale è solitamente flessibile, lasciando i membri liberi di scegliere di allontanarsi o di concentrarsi maggiormente sul progetto nel rispetto delle proprie ed altrui necessità e delle proprie aspirazioni artistiche. I collettivi musicali possono in teoria esistere in ogni genere musicale, anche se negli USA sono particolarmente diffusi nell'indie rock e nell'hip hop.
Per collettivo musicale non si intendono forme di aggregazione di artisti con scopi diversi dal realizzare musica, come collettivi per la promozione di diversi generi di musica (ad esempio, la London Musicians Collective), organizzazioni sindacali o simili.